# Olivio Tomé
Olívio Leonardo Veloso das Neves Tomé (Portugal, 27 de enero de 2006) es un futbolista portugués que juega como delantero en el S. L. Benfica "B" de la Segunda División de Portugal.

## Estadísticas

### Clubes
Actualizado al último partido disputado el 20 de mayo de 2023.
| Club                       | Div.          | Temporada     | Liga  | Liga  | Copas nacionales | Copas nacionales | Copas internacionales | Copas internacionales | Total | Total |
| Club                       | Div.          | Temporada     | Part. | Goles | Part.            | Goles            | Part.                 | Goles                 | Part. | Goles |
| -------------------------- | ------------- | ------------- | ----- | ----- | ---------------- | ---------------- | --------------------- | --------------------- | ----- | ----- |
| S. L. Benfica "B" Portugal | 2.ª           | 2023-24       | 0     | 0     | ―                | ―                | ―                     | ―                     | 0     | 0     |
| S. L. Benfica "B" Portugal | Total club    | Total club    | 0     | 0     | 0                | 0                | 0                     | 0                     | 0     | 0     |
| Total carrera              | Total carrera | Total carrera | 0     | 0     | 0                | 0                | 0                     | 0                     | 0     | 0     |